# Code Red (álbum)
Code Red es el quinto y último álbum de estudio del dúo de hip hop DJ Jazzy Jeff & The Fresh Prince, que fue lanzado el 12 de octubre de 1993 por Jive Records. El álbum alcanzó el número sesenta y cuatro en el ranking Billboard 200 y el número treinta y nueve en el Top R&B/Hip-Hop Albums. En 14 de enero de 1994, el Recording Industry Association of America certificado el álbum gold. Tres singles llegó a la Billboard cartas; "Boom! Shake the Room", "I'm Looking for the One (To Be with Me)", y "I Wanna Rock".

## Lista de canciones
1. "Somethin' Like Dis" – 4:08 (Producida por Pete Rock)
2. "I'm Looking For The One (To Be With Me)" – 4:35
3. "Boom! Shake The Room" – 3:49
4. "Can't Wait To Be With You" – 3:51
5. "Twinkle Twinkle (I'm Not A Star)" – 5:23
6. "Code Red" – 3:30 (Produced by Pete Rock)
7. "Shadow Dreams" – 4:05
8. "Just Kickin' It" – 4:11
9. "Ain't No Place Like Home" – 5:08
10. "I Wanna Rock" – 6:19
11. "Scream" – 4:31
12. "Boom! Shake The Room (Street Remix)" – 4:30